# Švedska krona
Švedska krona (v švedščini krona, množina kronor), z oznako po standardu ISO 4217 SEK, je od leta 1874 uradna švedska denarna enota. Švedsko krono, hkrati s finsko uradno denarno enoto evrom, uporabljajo tudi na otočju Åland.
Manjša denarna enota je öre, ki je stoti del krone, vendar so vse kovance, manjše od 1 krone, vzeli iz obtoka 30. septembra 2010. Cene se še vedno lahko podajajo v örejih, vendar se cena pri plačilu zaokroži na najbližjo vrednost krone.

## Zgodovina
Uvedba krone, ki je zamenjala staro denarno enoto riksdaler, je bila posledica Skandinavske monetarne unije, ki je bila ustanovljena leta 1873 in je obstajala do prve svetovne vojne. Članice unije so bile skandinavske države; denarna enota na Švedskem je bila poimenovana krona, na Danskem in Norveškem pa krone. Krone so dobile zlato podlago, in sicer je bila vrednost ene krone opredeljena kot 1⁄2480 kilograma čistega zlata.
Po ukinitvi monetarne unije so vse tri države obdržale krono kot svojo, sedaj ločeno denarno enoto.

## Kovanci
Med letoma 1873 in 1876  so uvedli kovance v vrednostih 1, 2, 5, 10, 25 in 50 örejev in 1, 2, 10 in 20 kron. Kovanci za 1, 2 in 5 örejev so bili bronasti, za 10, 25 in 50 örejev ter 1 in 2 kroni srebrni, za 10 in 20 kron pa zlati. Zlatnik v vrednosti 5 kron je bil uveden leta 1881.
Proizvodnjo zlatnikov so ukinili leta 1902 in jo začasno ponovno uvedli med letoma 1920 in 1925, ko je bila dokončno odpravljena. Zaradi pomanjkanja kovin med prvo svetovno vojno je med letoma 1917 in 1919 železo nadomestilo bron. Leta 1920 so srebrnike za 10, 25 in 50 örejev nadomestili s kovanci iz nikelj-brona; srebrniki so bili uvedeni ponovno leta 1927.
Pomanjkanje kovin med drugo svetovno vojno je zopet prineslo spremembe; med letoma 1940 in 1947 so bili srebrni kovanci za 10, 25 in 50 örejev ponovno nadomeščeni s kovanci iz nikelj-brona. Leta 1942 je železo zopet nadomestilo bron, in sicer do leta 1952, vsebnost srebra v ostalih kovancih pa so zmanjšali. Leta 1962 je baker-nikelj nadomestil srebro v kovancih za 10, 25 in 50 örejev, leta 1968 pa so srebrnike za 1 in 2 kroni nadomestili bakreni kovanci, prevlečeni z baker-nikljem (leta 1982 so jih povsem nadomestili kovanci iz baker-niklja). Kovance v vrednosti 5 kron so kovali v letih 1954, 1955 in 1971, pri čemer je bil dizajn podoben obstoječim kovancem za 1 in 2 kroni.
Leta 1972 so uvedli nov, manjši kovanec za 5 kron iz niklja, prevlečenega z baker-nikljem. Sedanji videz je kovanec dobil leta 1974. Leta 1971 so prekinili s kovanjem kovancev za 1 in 2 öreja ter 2 kroni. Kovanec za 5 örejev so zmanjšali leta 1972. Leta 1984 so prenehali s kovanjem kovancev za 5 in 25 örejev, leta 1991 pa še za 10 örejev. Prav tako v letu 1991 so uvedli nova kovanca: za 10 kron iz aluminij-medenina (»nordijsko zlato«) ter bronastega za 50 örejev.
Marca 2001 se je vlada odločila za prenehanje kovanja kovancev v vrednosti 50 örejev in z oktobrom 2010 zakonsko niso več v obtoku. Razlogi bi lahko bili majhna vrednost, stroški kovanja in distribucije, ki presegajo samo vrednost kovanca ter dejstvo, da večina plačilnih avtomatov ni sprejemala kovancev te vrednosti.
Trenutno so v obtoku naslednji kovanci:
| Kovanci švedske krone </ref> | Kovanci švedske krone </ref> | Kovanci švedske krone </ref> | Kovanci švedske krone </ref> | Kovanci švedske krone </ref> | Kovanci švedske krone </ref>                                                     |
| Slika                        | Vrednost                     | Premer                       | Debelina                     | Teža                         | Sestava                                                                          |
| ---------------------------- | ---------------------------- | ---------------------------- | ---------------------------- | ---------------------------- | -------------------------------------------------------------------------------- |
|                              | 1 krona                      | 25 mm                        | 1,88 mm                      | 7 g                          | baker-nikelj 75 % bakra 25 % niklja                                              |
|                              | 5 kron                       | 28,5 mm                      | 2 mm                         | 9,5 g                        | Zunanjost (46,5 %):baker-nikelj (kot pri 1 kr) Notranjost (53,5 %): 100 % niklja |
|                              | 10 kron                      | 20,5 mm                      | 2.9 mm                       | 6,6 g                        | nordijsko zlato 89 % bakra 5 % aluminija 5 % cinka 1 % kositra                   |

Tudi vsi kovanci v vrednosti 2 kron, ki so bili skovani od 1876 naprej, so še vedno zakonito v obtoku, vendar so skrajno redki. Tudi vsi priložnostni kovanci od leta 1897 so legalno v obtoku.
Kovanci za 2 kroni, ki so do leta 1988 vsebovali 40 % srebra so imeli zato že pred leti večjo vrednost od 2 kron in so jih večino odkupili in pretalili, preostanek pa je pri zbirateljih.
Na številnih kovancih je odtisnjen vladajoči monarh s kraljevim geslom. Kovanec za 5 kron je bil oblikovan leta 1974, v času, ko je obstajala velika politična težnja za ukinitev kraljevine, saj je vladal mlad neizkušen kralj. Ti kovanci zato ne upodabljajo kraljevega portreta, čeprav je monarhija ostala. Kovanci izpred leta 1974 imajo enako velikost, vendar upodabljajo portret  kralja Gustava VI. Adolfa in njegovo geslo.